# 32146 Paigebrown
32146 Paigebrown este o planetă minoră (asteroid), cu un diametru de 4,043 km, din centura de asteroizi. A fost descoperită pe 7 iunie 2000 la Experimental Test Site⁠(d) de Lincoln Near-Earth Asteroid Research. 
Obiectul prezintă o orbită caracterizată de o semiaxă mare de 2,3696096 UAi, o excentricitate de 0,13, o înclinație de 7,08605 ° în raport cu ecliptica.